# Giro di Campania 1940
Il Giro di Campania 1940, quattordicesima edizione della corsa, si svolse il 28 luglio 1940 su un percorso di 225 km con partenza e arrivo a Napoli. Fu vinto dall'italiano Gino Bartali, che completò il percorso in 6h47'18" precedendo per distacco i connazionali Pietro Rimoldi ed Osvaldo Bailo. Conclusero la corsa, organizzata dal quotidiano Roma e valida come quinta delle sette prove del Campionato italiano 1940, 21 dei 38 ciclisti al via.

## Percorso
Il percorso ebbe inizio da Ponte della Maddalena a Napoli e attraversò nell'ordine Portici, Torre del Greco, Torre Annunziata, Scafati, Cava de' Tirreni, Vietri sul Mare, Salerno (km 51,8), Baronissi, Mercato San Severino, Contrada, Avellino (km 95,8, con seguente vetta a 535 m s.l.m.), Chianche Scalo, Benevento (km 127,4), Montesarchio, Arpaia, Cancello Scalo, Acerra (km 175,3), Casalnuovo di Napoli, Poggioreale, Doganella, Capodichino, Secondigliano, la via della Cappella Cangiani (280 m s.l.m.), Bagnoli e Coroglio. L'arrivo fu in via Caracciolo a Napoli dopo 225 km.

## Ordine d'arrivo (Top 16)
| Pos. | Corridore             | Squadra    | Tempo    |
| ---- | --------------------- | ---------- | -------- |
| 1    | Gino Bartali          | Legnano    | 6h47'18" |
| 2    | Pietro Rimoldi        | Olympia    | a 3'48"  |
| 3    | Osvaldo Bailo         | Gerbi      | s.t.     |
| 4    | Serafino Santambrogio | D. Vismara | s.t.     |
| 5    | Mario Vicini          | Bianchi    | s.t.     |
| 6    | Glauco Servadei       | Gloria     | s.t.     |
| 7    | Cesare Del Cancia     | Viscontea  | s.t.     |
| 8    | Quirico Bernacchi     | Rep. MVSN  | s.t.     |
| 9    | Vasco Bergamaschi     | Bianchi    | s.t.     |
| 9    | Pietro Chiappini      | Lygie      | s.t.     |
| 9    | Fausto Coppi          | Legnano    | s.t.     |
| 9    | Giordano Cottur       | Lygie      | s.t.     |
| 9    | Giovanni De Stefanis  | Bianchi    | s.t.     |
| 9    | Walter Generati       | Gloria     | s.t.     |
| 9    | Adolfo Leoni          | Bianchi    | s.t.     |
| 9    | Primo Volpi           | Legnano    | s.t.     |